# Francesco Cavina
Francesco Cavina (Faenza, 17 de fevereiro de 1955) - padre católico italiano, bispo de Carpi nos anos 2012-2019.
Foi ordenado sacerdote em 15 de maio de 1980 e incardinado na diocese de Imola. Ele trabalhou principalmente no tribunal da igreja em Bolonha, primeiro como defensor, e de 1993 a 2011 como juiz. A partir de 1996 foi também funcionário da Secretaria de Estado do Vaticano.
Em 14 de novembro de 2011, o Papa Bento XVI o nomeou Ordinário da diocese de Carpi. Foi ordenado bispo em 22 de janeiro de 2012 pelo Secretário de Estado - Cardeal Tarcisio Bertone. Ingres foi realizada em 5 de fevereiro de 2012. Em 26 de junho de 2019, o Papa Francisco aceitou sua renúncia de seu cargo. 